# 代利 (科羅拉多州)
代利（英語：Dailey）是位於美國科羅拉多州洛根縣的一個非建制地區。該地的面積和人口皆未知。

## 地理
代利的座標為40°39′27″N 102°43′26″W / 40.65750°N 102.72389°W，而該地的平均海拔高度為1263米（即4144英尺）。